# On A Night Like This Tour
On A Night Like This è il sesto tour della cantante australiana Kylie Minogue, in supporto del suo settimo album in studio Light Years (2000). La tournée si è tenuta tra Europa e Australia, iniziando il 3 marzo 2001 a Glasgow e concludendosi il 15 maggio 2001 a Sydney.
Il tour è stato annunciato successivamente alla performance della Minogue alle Olimpiadi di Sydney 2000, e i biglietti commercializzati nel novembre del 2000, con una richiesta talmente alta da renderla una delle popstar più celebri e richieste del tempo.

## Sviluppo
Il tour si componeva di un palco rettangolare, privo di passerelle, al di sopra del quale oltre alla Minogue si esibisce una band composta 7 elementi e un corpo di ballo tutto italiano di 8 ballerini, tra i quali anche Veronica Peparini. Tutte le coreografie sono state curate da Luca Tommassini.
Gli artisti di apertura furono Chakradiva, per le date australiane, e Dimestars, per i concerti inglesi e irlandesi.

## Sinossi
Lo show si compone di cinque atti e di un encore.
Love Boat: il primo atto è ambientato in un set ispirato al mondo dei marinai, con la Minogue che entra in scena per il primo numero, Loveboat, discendendo dal soffitto agganciata ad un'enorme ancora glitterata, indossando una vestaglia floreale. I numeri che seguono sono le energetiche Koocachoo e Hand on Your Heart, per poi rallentare il ritmo con la ballata Put Yourself in My Place.
Revue: La seconda sezione dello spettacolo si apre con On A Night Like This, per la quale Kylie indossa un outfit in pelle rossa adornato da fiamme, e poi continua con un medley comprendente i successi anni Ottanta della cantante: Step Back in Time, Never Too Late, Wouldn't Change a Thing, Turn It Into Love e la cover dei Kool & the Gang Celebration. Il secondo atto prosegue l’esibizione di Can't Get You Out of My Head, che all’epoca non era ancora stata pubblicata come singolo ed era pertanto inedita, e si conclude con Your Disco Needs You.
Broadway Swing: il terzo segmento del concerto si apre con I Should Be So Lucky in versione cabaret, e prosegue con Better the Devil You Know e So Now Goodbye.
Club: lo show prosegue con la cover di Physical, per la quale Kylie indossa un outfit sexy dorato mentre le sue ballerine si cimentano in un momento di pole dance. L’atto prosegue con la frenetica Butterfly, Confide in Me, Kids e termina con Shocked. Per le performance, Kylie indossa un pantalone in pelle dorato e un reggiseno scintillante sul quale ricade una collana a cascata di pietre sfavillanti.
Space Odyssey: l’atto conclusivo si compone di Light Years e What Do I Have to Do, per le quali la Minogue indossa un mini dress sui toni dell’azzurro.
Encore: lo show si conclude poi definitivamente con Spinning Around, durante la quale Kylie indossa una versione bianca degli “hot-pants” già indossati nel video della canzone, e top abbinato.

## Scaletta
Atto I: LOVE BOAT
1. Loveboat
2. Koocachoo
3. Hand on Your Heart
4. Put Yourself in My Place

Atto II: REVUE
1. On A Night Like This
2. Step Back in Time / Never Too Late / Wouldn't Change a Thing / Turn It into Love / Celebration
3. Can't Get You Out of My Head
4. Your Disco Needs You

Atto III: BROADWAY SWING
1. I Should Be So Lucky
2. Better the Devil You Know
3. So Now Goodbye

Atto IV: CLUB
1. Physical
2. Butterfly
3. Confide in Me
4. Kids
5. Shocked

Atto V: SPACE ODYSSEY
1. Light Years
2. What Do I Have to Do

ENCORE
1. Spinning Around

### Variazioni della scaletta
- Physical non è stata eseguita a Parigi
- Did It Again è stata eseguita il 14 aprile a Brisbane e il 17 aprile a Sydney prima di Kids

### Concept originario della scaletta
- Visto il successo riscontrato con la cover di Dancing Queen alle Olimpiadi di Sydney, William Baker ha rivelato nel libro Kylie: La La La che inizialmente era stato ipotizzato di eseguire Flashdance come primo numero della sezione Revue, infine però scartata.

## Date del tour
| Data           | Città       | Paese       | Sede                          |
| -------------- | ----------- | ----------- | ----------------------------- |
| Europa         |             |             |                               |
| 3 marzo 2001   | Glasgow     | Regno Unito | Clyde Auditorium              |
| 4 marzo 2001   | Glasgow     | Regno Unito | Clyde Auditorium              |
| 5 marzo 2001   | Glasgow     | Regno Unito | Clyde Auditorium              |
| 7 marzo 2001   | Manchester  | Regno Unito | Manchester Apollo             |
| 8 marzo 2001   | Manchester  | Regno Unito | Manchester Apollo             |
| 9 marzo 2001   | Manchester  | Regno Unito | Manchester Apollo             |
| 10 marzo 2001  | Manchester  | Regno Unito | Manchester Apollo             |
| 12 marzo 2001  | Brighton    | Regno Unito | Brighton Centre               |
| 13 marzo 2001  | Brighton    | Regno Unito | Brighton Centre               |
| 14 marzo 2001  | Cardiff     | Regno Unito | Cardiff International Arena   |
| 15 marzo 2001  | Bournemouth | Regno Unito | Windsor Hall                  |
| 17 marzo 2001  | Londra      | Regno Unito | Hammersmith Apollo            |
| 18 marzo 2001  | Londra      | Regno Unito | Hammersmith Apollo            |
| 19 marzo 2001  | Londra      | Regno Unito | Hammersmith Apollo            |
| 20 marzo 2001  | Londra      | Regno Unito | Hammersmith Apollo            |
| 23 marzo 2001  | Copenaghen  | Danimarca   | Vega Musikkens Hus            |
| 25 marzo 2001  | Berlino     | Germania    | Columbiahalle                 |
| 26 marzo 2001  | Amburgo     | Germania    | Große Freiheit 36             |
| 27 marzo 2001  | Colonia     | Germania    | E-Werk                        |
| 28 marzo 2001  | Parigi      | Francia     | Bataclan                      |
| 30 marzo 2001  | Londra      | Regno Unito | Hammersmith Apollo            |
| 31 marzo 2001  | Londra      | Regno Unito | Hammersmith Apollo            |
| 1º aprile 2001 | Londra      | Regno Unito | Hammersmith Apollo            |
| Australia      |             |             |                               |
| 14 aprile 2001 | Brisbane    | Australia   | Brisbane Entertainment Centre |
| 16 aprile 2001 | Sydney      | Australia   | Sydney Entertainment Centre   |
| 17 aprile 2001 | Sydney      | Australia   | Sydney Entertainment Centre   |
| 18 aprile 2001 | Sydney      | Australia   | Sydney Entertainment Centre   |
| 19 aprile 2001 | Sydney      | Australia   | Sydney Entertainment Centre   |
| 21 aprile 2001 | Hobart      | Australia   | Derwent Entertainment Centre  |
| 23 aprile 2001 | Melbourne   | Australia   | Rod Laver Arena               |
| 24 aprile 2001 | Melbourne   | Australia   | Rod Laver Arena               |
| 25 aprile 2001 | Adelaide    | Australia   | Adelaide Entertainment Centre |
| 26 aprile 2001 | Adelaide    | Australia   | Adelaide Entertainment Centre |
| 28 aprile 2001 | Perth       | Australia   | Perth Entertainment Centre    |
| 30 aprile 2001 | Perth       | Australia   | Perth Entertainment Centre    |
| 3 maggio 2001  | Melbourne   | Australia   | Rod Laver Arena               |
| 5 maggio 2001  | Melbourne   | Australia   | Rod Laver Arena               |
| 6 maggio 2001  | Melbourne   | Australia   | Rod Laver Arena               |
| 7 maggio 2001  | Melbourne   | Australia   | Rod Laver Arena               |
| 9 maggio 2001  | Sydney      | Australia   | Sydney Entertainment Centre   |
| 10 maggio 2001 | Sydney      | Australia   | Sydney Entertainment Centre   |
| 11 maggio 2001 | Sydney      | Australia   | Sydney Entertainment Centre   |
| 12 maggio 2001 | Sydney      | Australia   | Sydney Entertainment Centre   |
| 13 maggio 2001 | Sydney      | Australia   | Sydney Entertainment Centre   |
| 14 maggio 2001 | Sydney      | Australia   | Sydney Entertainment Centre   |
| 15 maggio 2001 | Sydney      | Australia   | Sydney Entertainment Centre   |

## Registrazioni e broadcasting
Il concerto dell'11 maggio 2001 a Sydney è stato registrato professionalmente e commercializzato come DVD a partire dal 1º ottobre 2001 con il titolo Live in Sydney. Oltre al filmato integrale dello show, il DVD include filmati esclusivi girati nel backstage dello spettacolo, incluso uno scherzo ideato dai ballerini della cantate a suo discapito, intitolato "Will Kylie Crack".